# Upper Siang
Upper Siang (Boven-Siang) is een bestuurlijk district in de staat Arunachal Pradesh in India. Het hoofdkwartier van het district is gevestigd in Yingkiong.
Het district bestrijkt een gebied van 6188 km² en telde in 2001 33.146 inwoners.
In het district wonen verschillende stammen van het Adi-volk en de Memba-stam. In religieus opzicht volgen de Adi de Donyi-Polo en de Memba het Tibetaans boeddhisme.